# オビ・トッピン
オバディア・リチャード・トッピン・ジュニア（Obadiah Richard Toppin Jr.、1998年3月4日 - ）は、アメリカ合衆国ニューヨーク州ブルックリン区出身のプロバスケットボール選手。NBAのインディアナ・ペイサーズに所属している。ポジションはパワーフォワード。

## 経歴

### 生い立ち
ニューヨーク市のブルックリンで生まれ、フロリダ州メルボルンに移る前はブッシュウィック近郊で育った。

### ハイスクール
パームベイのヘリテージ高等学校に入学し、翌年メルボルン中央カトリック高等学校に転校した。3年次にニューヨーク州オシニングに移り、オシニング高校に入学した。
オシニングで1年間プレーして平均20.6得点・8.1リバウンド・3アシスト・3スティールを記録し、チームを10年ぶりの州大会優勝に導いた。プレップスクールに進学後も中心選手として活躍した。ロードアイランド大学、ジョージア大学、テキサスA&M大学、ミネソタ大学などからのオファーを受け、最終的にデイトン大学へ進学した。

### カレッジ
2019-20シーズンにはエースとして平均20得点を記録するなど活躍し、カール・マローン賞を受賞した。

### NBA

#### ニューヨーク・ニックス
2020年11月18日に行われたNBAドラフトにて1巡目全体8位でニューヨーク・ニックスから指名され、同月23日にニックスとのルーキー契約に合意した。
12月23日のインディアナ・ペイサーズ戦でNBAデビューを果たして9得点、3リバウンド、2ブロックを記録したが、チームは107-121で敗れた。2021年3月7日に自身初となるNBAスラムダンクコンテストに出場し、アンファニー・サイモンズに次いで2位であった。
2022年2月20日に自身2度目となるNBAスラムダンクコンテストに出場し、ファイナルラウンドでホワン・トスカーノ＝アンダーソンを破り、優勝した。4月8日のワシントン・ウィザーズ戦で当時キャリアハイとなる35得点を記録し、チームは114-92で勝利した。ところが、2日後のトロント・ラプターズ戦でキャリアハイを更新する42得点を含む10リバウンド、1ブロックを記録し、チームは105-94で勝利した。

#### インディアナ・ペイサーズ
2023年7月7日に2つのドラフト2巡目指名権とのトレードで、インディアナ・ペイサーズへ移籍した。10月25日のワシントン・ウィザーズ戦でペイサーズデビューを果たして11得点、4リバウンド、1アシスト、1スティールを記録し、チームは143-120で勝利した。11月14日に行われたフィラデルフィア・76ersとのNBAインシーズン・トーナメントでシーズンハイとなる27得点を含む6リバウンド、1アシスト、1ブロックを記録し、チームは132-126で勝利した。
2024年1月26日のフェニックス・サンズ戦で決勝点となるレイアップを含む23得点、11リバウンドのダブル・ダブルを記録し、チームは133-131で辛勝した。このシーズン、チームはプレーオフカンファレンス決勝まで進出したが、このシーズンのNBAチャンピオンであるボストン・セルティックスにスウィープで敗れた。
7月6日にペイサーズとの4年総額6,000万ドルの再契約に合意した。

## 個人成績

### NBA

#### レギュラーシーズン
| シーズン | チーム | GP  | GS | MPG  | FG%  | 3P%  | FT%  | RPG | APG | SPG | BPG | PPG  |
| -------- | ------ | --- | -- | ---- | ---- | ---- | ---- | --- | --- | --- | --- | ---- |
| 2020–21  | NYK    | 62  | 0  | 11.0 | .498 | .306 | .731 | 2.2 | .5  | .3  | .2  | 4.1  |
| 2021–22  | NYK    | 72  | 10 | 17.1 | .531 | .308 | .758 | 3.7 | 1.1 | .3  | .5  | 9.0  |
| 2022–23  | NYK    | 67  | 5  | 15.7 | .446 | .344 | .809 | 2.8 | 1.0 | .3  | .2  | 7.4  |
| 2023–24  | IND    | 82  | 28 | 21.1 | .573 | .403 | .770 | 3.9 | 1.6 | .6  | .5  | 10.3 |
| 2024–25  | IND    | 79  | 4  | 19.6 | .529 | .365 | .781 | 4.0 | 1.6 | .6  | .4  | 10.5 |
| 通算     | 通算   | 362 | 47 | 17.2 | .523 | .355 | .771 | 3.4 | 1.2 | .4  | .4  | 8.5  |

#### プレーオフ
| シーズン | チーム | GP | GS | MPG  | FG%  | 3P%  | FT%  | RPG | APG | SPG | BPG | PPG  |
| -------- | ------ | -- | -- | ---- | ---- | ---- | ---- | --- | --- | --- | --- | ---- |
| 2021     | NYK    | 5  | 0  | 13.0 | .522 | .333 | .833 | 2.6 | .4  | .0  | .2  | 6.4  |
| 2023     | NYK    | 11 | 1  | 15.9 | .429 | .302 | .800 | 3.5 | .6  | .7  | .3  | 7.0  |
| 2024     | IND    | 17 | 0  | 20.2 | .541 | .357 | .760 | 4.4 | 1.7 | .4  | .4  | 10.9 |
| 2025     | IND    | 23 | 0  | 19.1 | .485 | .321 | .694 | 3.8 | 1.3 | .7  | .3  | 9.4  |
| 通算     | 通算   | 56 | 1  | 18.3 | .496 | .328 | .736 | 3.8 | 1.2 | .5  | .3  | 9.1  |

### カレッジ
| シーズン | チーム   | GP           | GS           | MPG          | FG%          | 3P%          | FT%          | RPG          | APG          | SPG          | BPG          | PPG          |
| -------- | -------- | ------------ | ------------ | ------------ | ------------ | ------------ | ------------ | ------------ | ------------ | ------------ | ------------ | ------------ |
| 2017-18  | デイトン | レッドシャツ | レッドシャツ | レッドシャツ | レッドシャツ | レッドシャツ | レッドシャツ | レッドシャツ | レッドシャツ | レッドシャツ | レッドシャツ | レッドシャツ |
| 2018-19  | デイトン | 33           | 15           | 26.5         | .666         | .524         | .713         | 5.6          | 1.8          | .6           | .8           | 14.4         |
| 2019-20  | デイトン | 31           | 31           | 31.6         | .633         | .390         | .702         | 7.5          | 2.2          | 1.0          | 1.2          | 20.0         |
| 通算     | 通算     | 64           | 46           | 29.0         | .647         | .417         | .706         | 6.6          | 2.0          | .8           | 1.0          | 17.1         |

## 人物
父はブルックリンで有名なストリートボール選手であり、コートキングズと呼ばれるストリートボールチームでプレーしている間、「ダンカーズディライト」としても知られていた。 
クリスチャンであり、彼の信仰のしるしとして彼の右肩に十字架の入れ墨がある。